# Ehrharta dura
Ehrharta dura är en gräsart som beskrevs av Christian Gottfried Daniel Nees von Esenbeck. Ehrharta dura ingår i släktet Ehrharta och familjen gräs. Inga underarter finns listade i Catalogue of Life.